# Portret van een biddende man met Johannes de Doper
Portret van een biddende man met Johannes de Doper is een olieverfschilderij van Hugo van der Goes uit circa 1475. 
In het verleden werd het schilderij beschouwd als een fragment van een stichtersportret dat op zijn beurt onderdeel was van een altaarstuk, maar volgens het museum gaat het om het rechterpaneel van een devotioneel tweeluik in de trant van Rogier van der Weyden en Hans Memling. Het paneel is alleen aan boven- en onderzijde iets bijgezaagd. Op het ontbrekende linkerpaneel stond een Maria met het Christuskind afgebeeld die als in een visioen aan de man verschijnt. Er is van Hugo van der Goes ook een dergelijke Maria met Kind bewaard gebleven. Kenmerkend voor de portretten van Hugo van der Goes is de scherpe karakterisering met minimale middelen. Zo geeft hij hier de concentratie van de man weer met de naar beneden getrokken mondhoeken en de licht fronsende wenkbrauwen.

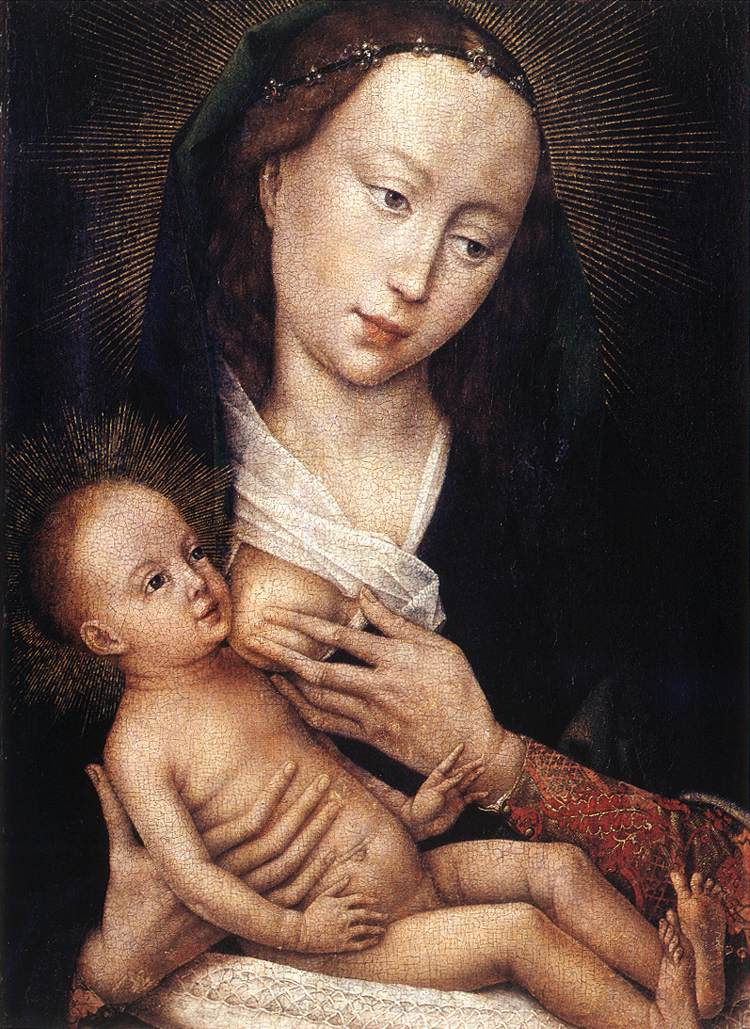
Rogier van der Weyden en atelier, Diptiek van Jean Gros (linkerpaneel), ca. 1460-1464, 39 × 29 cm, Museum voor Schone Kunsten, Doornik
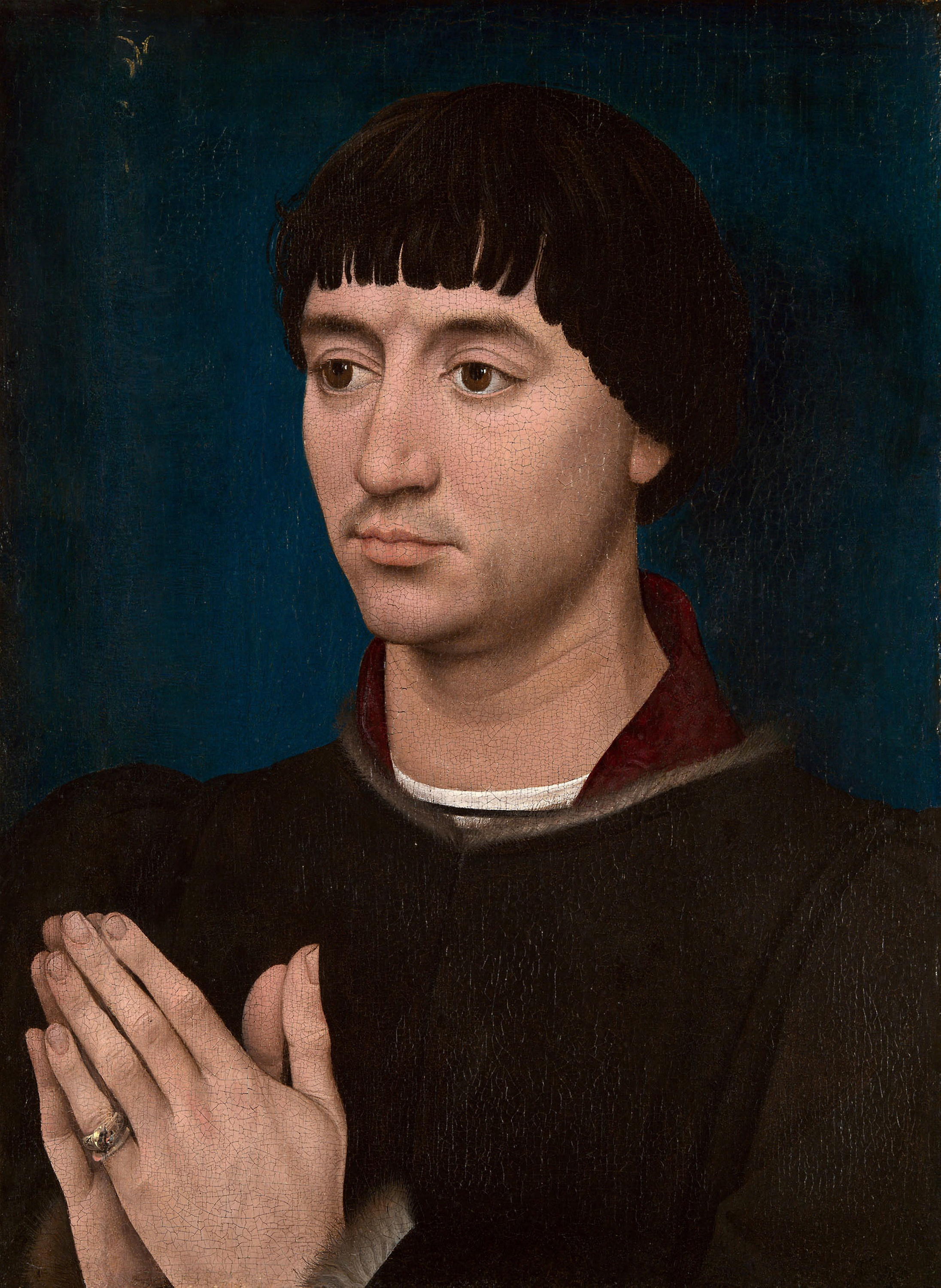
Diptiek van Jean Gros (rechterpaneel), Art Institute of Chicago

## Herkomst
Het paneel werd op 13 november 1882 geveild bij Frederick Muller et Cie. in Amsterdam uit de collectie van P. A. Borger in Arnhem. Later kwam het in bezit van L.(?) M. Leembruggen in Amsterdam die het vanaf 1903 in langdurig bruikleen gaf aan het Rijksmuseum Amsterdam. Het paneel werd op 13 april 1920 geveild bij Frederick Muller et Cie. in Amsterdam, waarna het via een onbekende Amerikaanse – mogelijk New Yorkse – verzamelaar in bezit kwam van J. Seligmann and Co., Paris en New York. In hetzelfde jaar (1920) werd het paneel aangekocht door Henry Walters in Baltimore (Maryland), die het in 1931 met de rest van zijn verzameling naliet aan de stad Baltimore. Het schilderij is herhaaldelijk gerestaureerd en schoongemaakt – volgens Elisabeth Dhanens misschien iets te grondig.